# Dietro la nebbia
Dietro la nebbia (Set in Darkness) è un romanzo poliziesco di Ian Rankin, pubblicato nel 2000.
È l'undicesimo romanzo della serie dedicata al commissario John Rebus.
Tradotto in undici lingue, in Italia è stato pubblicato nel 2003 dalla casa editrice Longanesi.

## Trama
Durante i lavori di ristrutturazione di Queensbury House, un vecchio ospedale che verrà incorporato nella nuova sede del parlamento scozzese, viene ritrovato nei vecchi camini un cadavere sepolto da tempo. Il candidato laburista alle prossime elezioni viene ammazzato nello stesso cantiere. Un mendicante dall'identità misteriosa si suicida, lasciando un'eredità inaspettata.
Le tre indagini si muovono su binari paralleli ma vengono collegate insieme dall'ispettore Rebus che, per risolverle, dovrà confrontarsi con un ex detenuto, condannato anni prima grazie alle sue indagini.

## Edizioni in italiano
- Ian Rankin, Dietro la nebbia: romanzo, traduzione di Anna Rusconi, Longanesi, Milano 2003
- Ian Rankin, Dietro la nebbia, Superpocket, Milano 2004
- Ian Rankin, Dietro la nebbia: romanzo, traduzione di Anna Rusconi, Tea, Milano 2005
- Ian Rankin, Dietro la nebbia: un'indagine dell'ispettore John Rebus: romanzo, traduzione di Anna Rusconi, Tea, Milano 2015